# Finanzplatz

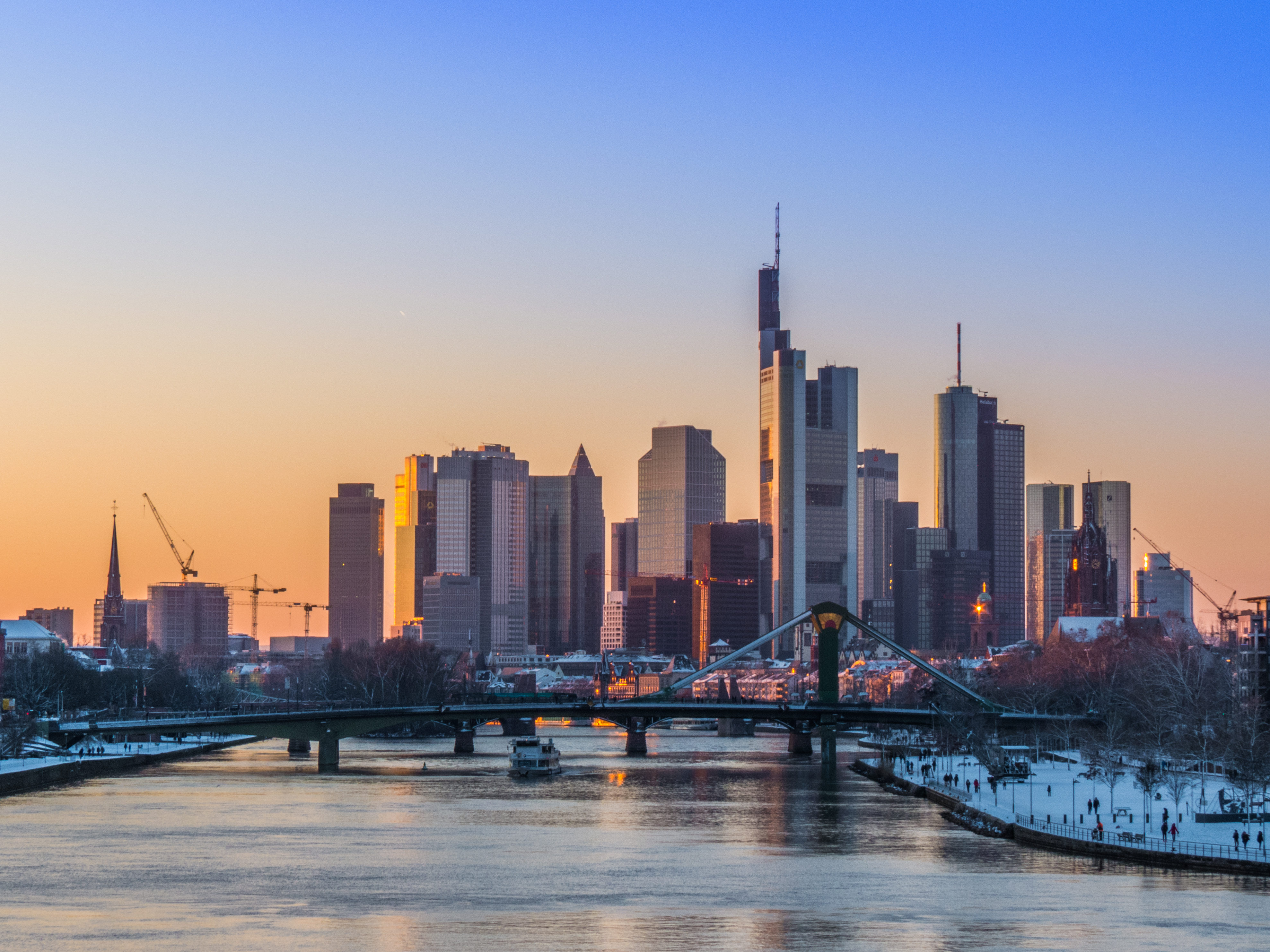
Der Finanzplatz Frankfurt am Main ist nach Zürich der zweitwichtigste Kontinentaleuropas. Die Stadt ist Sitz der Europäischen Zentralbank.

Ein Finanzplatz (oder Finanzzentrum; englisch financial centre) ist ein Ort oder Staat, der eine hohe Konzentration der Finanzwirtschaft aufweist und an dem die Existenz und Aktivitäten der Marktteilnehmer nicht oder kaum durch Marktregulierung eingeschränkt werden, so dass Transaktionen mit geringeren Transaktionskosten durchgeführt werden können als anderswo.

## Allgemeines
Zur Finanzwirtschaft gehören die Finanzmärkte (Geld-, Devisen- und Kapitalmarkt einschließlich Börsen) und Marktteilnehmer wie Finanzdienstleister, Investmentfonds, Kreditinstitute, Pensionsfonds, Versicherungen oder Wertpapierdienstleistungsunternehmen. Sie alle tragen zu einem hohen Anteil der Finanzwirtschaft am Bruttoinlandsprodukt bei, durch den sich ein Ort oder Staat als Finanzplatz auszeichnet.
Als internationaler Finanzplatz wird für gewöhnlich ein Ort bezeichnet, an dem es eine Vielzahl von führenden nationalen und ausländischen Finanzinstitutionen (Auslandsbanken) gibt, die über den Interbankenhandel oder internationalen Kreditverkehr miteinander in Geschäftsbeziehung stehen.
Als Finanzplatz werden in der Regel Großstädte oder Stadtstaaten (Singapur, Monaco) bezeichnet, der Begriff wird aber auch für (meistens) Kleinstaaten verwendet. Die Schweiz wird aufgrund ihres Steuerrechts häufig als Finanzplatz bezeichnet. Eine Besonderheit bilden sogenannte Offshore-Finanzplätze, die sich durch niedrige Steuern, ein hohes Maß an Vertraulichkeit und Geheimhaltung (keine Weitergabe von Informationen über Finanztransaktionen und Eigentumsverhältnisse) und eine minimale Finanzmarktaufsicht und ‑regulierung auszeichnen. Dabei handelt es sich meist um kleinere Inseln, die gesonderte Rechtssubjekte darstellen (etwa die Cayman Islands und Gibraltar als britische Überseegebiete oder die Kanalinsel Jersey als Kronbesitz der britischen Krone).

## Arten
Es lassen sich vier Kategorien von Finanzplätzen unterscheiden, die zueinander in einem hierarchischen Verhältnis stehen. Auf der ersten Ebene befinden sich die nationalen Finanzplätze, die auf die Bedürfnisse der inländischen Marktteilnehmer abzielen. Die zweite Ebene bilden regionale Finanzzentren mit der Zuständigkeit für eine Wirtschaftsregion. Die dritte Ebene setzt sich aus Offshore-Finanzplätzen zusammen, die eine geringe Steuerquote (Niedrigsteuerland), niedrige Arbeitskosten (Niedriglohnland) oder geringe Marktregulierung aufweisen. Globale Finanzplätze, zu denen auch Frankfurt gehört, erfüllen den Bedarf einer weltweiten Kundschaft.

## Geschichte
Das erste internationale Finanzzentrum war wohl Florenz im 13. Jahrhundert, das diese Rolle vor allem durch internationalen Handel und durch den Verleih von Geld an Herrscher erreichte. In Ober- und Mittelitalien entwickelte sich mit weiteren Finanzzentren wie Genua und Venedig ein erster Kernraum des bargeldlosen Zahlungsverkehrs italienischer Prägung. Im 14. Jahrhundert wurde die finanzielle Vormacht der Florentiner beendet als Edward III., der König von England, seine Schulden nicht anerkannte.
Nördlich der Alpen diente die Nürnberger Börse als Bindeglied im Handel zwischen Italien und anderen europäischen Wirtschaftszentren. Mit dem Banco Publico entstand am Finanzplatz eine der ersten Girobanken.
Im 17. Jahrhundert wurde Amsterdam der Nachfolger Genuas. Im Gegensatz zu dem italienischen Stadtstaat konnte sich Amsterdam auf die Wirtschaft eines Flächenstaates stützen.
Innerhalb der nächsten 200 Jahre verlor Amsterdam seine Position an London. Dies folgte aus der Vormachtstellung Großbritanniens im 19. Jahrhundert in der Wirtschaft durch die industrielle Revolution, im Militär nach dem Sieg über Napoleon und der Expansion des britischen Imperiums und aus dem Vorsprung in der Entwicklung des Bankwesens und finanzieller Instrumente (zum Beispiel Schecks). Im 19. und 20. Jahrhundert entstanden auch einige andere Finanzzentren, wie zum Beispiel Genf, Paris, Berlin, Frankfurt am Main, Zürich und Mailand, von denen aber keines London herausfordern konnte.
Am Ende des 19. Jahrhunderts schlossen das Deutsche Reich und die Vereinigten Staaten in der Industrie zu Großbritannien auf. New York konnte London bis zum Ende des Ersten Weltkrieges aber nicht herausfordern, und die Weltwirtschaftskrise 1929 unterbrach den Aufstieg New Yorks, obwohl auch London hart getroffen wurde. New York wurde schließlich nach dem Zweiten Weltkrieg zum dominanten Finanzstandort, da es als einziger größerer internationaler Finanzplatz nicht direkt vom Krieg betroffen war. Diese Position konnte New York nicht lange halten. Schon ab 1958 kehrte London an die Spitze der Finanzwirtschaft zurück.
National erlangte das Kölner Bankwesen große Bedeutung und machte die Stadt während der Franzosenzeit bis in die Gründerzeit zum wichtigsten deutschen Finanzplatz.
In den 1980er Jahren war Japan das einzige Land, das in der Lage war, Kapital in großem Maße zu exportieren. Normalerweise hätte das dazu führen müssen, dass Tokio zum vorherrschenden Finanzstandort der Welt wird. Die japanische Finanzwirtschaft ist aber weniger nach außen orientiert als die der meisten anderen internationalen Finanzzentren. Außerdem hat das Platzen der japanischen „Seifenblasenwirtschaft“ auch die Finanzwirtschaft des Landes in eine tiefe Krise gestürzt.
Shanghai war vor dem Zweiten Weltkrieg der führende Finanzstandort im Fernen Osten. Die dortige Finanzwirtschaft wurde aber durch den Zweiten Weltkrieg (1937 bis 1945) und den darauf folgenden Bürgerkrieg (1946 bis 1949) zerstört. Bis zum Beginn der Reform- und Öffnungspolitik 1978 verhinderte die kommunistische Regierung einen erneuten Aufstieg Shanghais als internationalen Finanzplatz. In der Region entstanden in der Zeit nach dem Zweiten Weltkrieg zwei neue internationale Finanzzentren: Hongkong und Singapur.

## Angebot und Nachfrage
Auf der Nachfrageseite stehen inländische und transnationale Finanzunternehmen, die durch ihren Wunsch nach Expansion und Diversifikation eine Nachfrage nach geeigneten städtischen Einrichtungen erzeugen. Ebenso kann Wirtschaftswachstum und expandierender Außenhandel zu einer größeren Nachfrage führen.
Auf der Angebotsseite werden nur die Städte dieser Nachfrage gerecht, die intensiv in die benötigte Infrastruktur (Flughäfen, Häfen, Straßen, Eisenbahnverbindungen, Telekommunikation usw.) investieren, den Finanzsektor mit hochwertiger Informationsinfrastruktur versorgen und den Widerstand in der Bevölkerung gegen die Gentrifizierung begrenzen können.

## Liste der wichtigsten Finanzplätze
Der Global Financial Centres Index (Index der globalen Finanzzentren) vergleicht die Wettbewerbsfähigkeit von 100 Finanzplätzen weltweit, basierend auf 28.599 Bewertungen von internationalen Finanzakteuren. Der Index wird von der Z/Yen Group erstellt und halbjährlich von der City of London Corporation veröffentlicht. Die folgenden Daten sind dem Index von September 2018 (Global Financial Centres Index 24) entnommen.
Die Rangliste ergibt sich aus der Gesamtsumme der fünf Kategorien Menschen (Verfügbarkeit von qualifizierten Arbeitskräften, Flexibilität des Arbeitsmarkts, Qualität der Ausbildung), wirtschaftliche Rahmenbedingungen (Gesetzgebung, Steuern, Korruption, Gewerbefreiheit), Marktzugang (Handel mit Wertpapieren, Angebot an unterschiedlichen Finanzdienstleistungen), Infrastruktur (Immobilienpreise, Erreichbarkeit durch öffentliche Verkehrsmittel) und generelle Wettbewerbsfähigkeit (Preisniveau, Lebensqualität, Wirtschaftsklima).
Der Index nimmt zudem eine Einteilung danach vor, ob Finanzzentren weltweite Bedeutung haben (Global Centers) oder ob es sich um Finanzzentren mit nur länderübergreifender (Transnational Centers) oder lokaler Bedeutung (Local Centers) handelt. In diesen Kategorien finden weitere Abstufungen statt.
- Finanzplätze mit weltweiter Bedeutung
  - 27 Finanzplätzen wird eine weltweite Bedeutung zugeschrieben. Diese werden wiederum in vier Unterkategorien unterteilt: Global Leaders (breit aufgestellte und gefestigte Finanzzentren), Global Diversified (relativ breit aufgestellte Finanzzentren), Global Specialists (eher spezialisierte Finanzzentren) und Global Contenders (neu entstehende Finanzzentren).

- Finanzplätze mit länderübergreifender Bedeutung
  - 34 Finanzplätzen wird eine länderübergreifende Bedeutung zugeschrieben. Dabei werden Unterteilungen vorgenommen, ob es sich um breit aufgestellte und etablierte Finanzzentren (Established Transnational), relativ breit aufgestellte (Transnational Diversified), eher spezialisierte (Transnational Specialists) oder neu entstehende Finanzzentren (Transnational Contenders) handelt.

- Finanzplätze mit lokaler Bedeutung
  - 39 Finanzplätze weisen eine lokale Bedeutung für den jeweiligen Staat aus, in dem sie liegen. Diese werden ebenfalls in breit aufgestellte und etablierte Finanzzentren (Established Players), relativ breit aufgestellte (Local Diversified), eher spezialisierte (Local Specialists) oder neu entstehende Finanzzentren (Evolving Centers) unterteilt.

Zum Vergleich sind die Daten des Global Financial Index 24. März 2017 aufgeführt.
| Finanzplatz                            | Land                           | Punktzahl GFCI 24 | Kategorie                 | Änderung Rang GFCI 23 | Punktzahl GFCI 22 |
| -------------------------------------- | ------------------------------ | ----------------- | ------------------------- | --------------------- | ----------------- |
| London                                 | Großbritannien                 | 788               | Global Leader             | ▬                     | 794               |
| New York City                          | Vereinigte Staaten             | 786               | Global Leader             | ▲1                    | 792               |
| Hongkong, SAR                          | Hongkong                       | 783               | Global Leader             | ▬0                    | 781               |
| Singapur                               | Singapur                       | 769               | Global Leader             | ▲1                    | 765               |
| Shanghai                               | Volksrepublik China            | 766               | Global Leader             | ▲1                    | 741               |
| Tokio                                  | Japan                          | 746               | Global Leader             | ▼1                    | 749               |
| Sydney                                 | Australien                     | 734               | Global Leader             | ▲2                    | 724               |
| Peking                                 | Volksrepublik China            | 733               | Global Leader             | ▲3                    | 721               |
| Zürich                                 | Schweiz                        | 732               | Global Leader             | ▲7                    | 713               |
| Frankfurt am Main                      | Deutschland                    | 730               | Global Leader             | ▲10                   | 708               |
| Toronto                                | Kanada                         | 728               | Global Leader             | ▼4                    | 728               |
| Shenzhen                               | Volksrepublik China            | 726               | Global Specialist         | ▲6                    | 710               |
| Boston                                 | Vereinigte Staaten             | 725               | Transnational Diversified | ▼3                    | 722               |
| San Francisco                          | Vereinigte Staaten             | 724               | Established Transnational | ▼6                    | 726               |
| Dubai                                  | Vereinigte Arabische Emirate   | 722               | Global Leader             | ▲4                    | 709               |
| Los Angeles                            | Vereinigte Staaten             | 721               | Established Transnational | ▲1                    | 712               |
| Chicago                                | Vereinigte Staaten             | 717               | Global Diversified        | ▼3                    | 718               |
| Vancouver                              | Kanada                         | 709               | Transnational Diversified | ▼3                    | 717               |
| Guangzhou                              | Volksrepublik China            | 708               | Established Transnational | ▲9                    | 678               |
| Melbourne                              | Australien                     | 699               | Established Transnational | ▼8                    | 720               |
| Luxemburg                              | Luxemburg                      | 694               | Global Contender          | ▼7                    | 701               |
| Osaka                                  | Japan                          | 693               | Established Player        | ▲1                    | 692               |
| Paris                                  | Frankreich                     | 691               | Global Leader             | ▲1                    | 687               |
| Montreal                               | Kanada                         | 690               | Established Transnational | ▼11                   | 719               |
| Tel Aviv                               | Israel                         | 689               | Established Player        | ▲9                    | 661               |
| Abu Dhabi                              | Vereinigte Arabische Emirate   | 686               | Global Leader             | ▼1                    | 683               |
| Genf                                   | Schweiz                        | 685               | Established Transnational | ▼1                    | 682               |
| Casablanca                             | Marokko                        | 684               | Transnational Specialist  | ▲4                    | 664               |
| George Town                            | Cayman Islands (BOT)           | 683               | Transnational Specialist  | ▼7                    | 700               |
| Hamilton                               | Bermuda (BOT)                  | 680               | Evolving Centre           | ▲6                    | 656               |
| Qingdao                                | Volksrepublik China            | 679               | Global Contender          | ▲2                    | 662               |
| Taipeh                                 | Taiwan                         | 670               | Local Specialist          | ▼2                    | 673               |
| Seoul                                  | Südkorea                       | 668               | Global Leader             | ▼6                    | 679               |
| Doha                                   | Katar                          | 662               | Transnational Contender   | ▲13                   | 617               |
| Amsterdam                              | Niederlande                    | 657               | Transnational Diversified | ▲15                   | 613               |
| Lille                                  | Frankreich                     | 655               | Global Diversified        | ▲12                   | 616               |
| Dublin                                 | Irland                         | 652               | Global Leader             | ▼6                    | 666               |
| Kapstadt                               | Südafrika                      | 651               | Local Specialists         | ▲k. A.                | k. A.             |
| München                                | Deutschland                    | 639               | Established Transnational | ▼4                    | 660               |
| Kuala Lumpur                           | Malaysia                       | 638               | Established Transnational | ▬0                    | 632               |
| Hamburg                                | Deutschland                    | 636               | Established Player        | ▼12                   | 676               |
| Calgary                                | Kanada                         | 635               | Transnational Diversified | ▼4                    | 642               |
| Edinburgh                              | Großbritannien                 | 634               | Transnational Specialist  | ▬0                    | 628               |
| Busan                                  | Südkorea                       | 631               | International Contenders  | ▲2                    | 618               |
| Wellington                             | Neuseeland                     | 630               | Local Diversified         | ▼1                    | 621               |
| Monaco                                 | Monaco                         | 629               | Local Specialist          | ▲8                    | 604               |
| Saint Helier                           | Jersey (CD)                    | 628               | Local Specialist          | ▲1                    | 637               |
| Bangkok                                | Thailand                       | 626               | Established Player        | ▼11                   | 634               |
| Port Louis                             | Mauritius                      | 625               | Local Specialist          | ▲13                   | 601               |
| Glasgow                                | Großbritannien                 | 622               | Local Specialist          | ▼1                    | 614               |
| Wien                                   | Österreich                     | 621               | Transnational Diversified | ▲13                   | 583               |
| Tallinn                                | Estland                        | 620               | Local Specialist          | ▲27                   | 559               |
| Madrid                                 | Spanien                        | 619               | Global Diversified        | ▼12                   | 631               |
| Brüssel                                | Belgien                        | 617               | Transnational Diversified | ▲8                    | 592               |
| São Paulo                              | Brasilien                      | 616               | Established Player        | ▲12                   | 574               |
| Mailand                                | Italien                        | 613               | Global Diversified        | ▲5                    | 593               |
| Johannesburg                           | Südafrika                      | 612               | Transnational Diversified | ▼5                    | 610               |
| Stockholm                              | Schweden                       | 611               | Local Diversified         | ▼16                   | 629               |
| Manama                                 | Bahrain                        | 607               | Transnational Specialist  | ▼8                    | 612               |
| St. Peter Port                         | Guernsey (CD)                  | 603               | Transnational Contender   | ▼7                    | 605               |
| Astana                                 | Kasachstan                     | 599               | Global Specialist         | ▲7                    | 548               |
| Mexiko-Stadt                           | Mexiko                         | 598               | Local Specialist          | ▲8                    | 569               |
| Road Town                              | Britische Jungferninseln (BOT) | 597               | Transnational Contender   | ▼3                    | 594               |
| Oslo                                   | Norwegen                       | 596               | Established Transnational | ▼8                    | 602               |
| Rio de Janeiro                         | Brasilien                      | 594               | Established Transnational | ▲1                    | 557               |
| Warschau                               | Polen                          | 592               | Established Transnational | ▼21                   | 620               |
| Nassau                                 | Bahamas                        | 591               | Local Specialist          | ▼8                    | 596               |
| Istanbul                               | Türkei                         | 590               | Established Transnational | ▲8                    | 562               |
| Riad                                   | Saudi-Arabien                  | 588               | Transnational Specialist  | ▼1                    | 573               |
| Lissabon                               | Portugal                       | 585               | Local Diversified         | ▲4                    | 564               |
| Budapest                               | Ungarn                         | 584               | Local Diversified         | ▲18                   | 623               |
| Rom                                    | Italien                        | 583               | Local Diversified         | ▼7                    | 579               |
| Vaduz                                  | Liechtenstein                  | 582               | Local Specialist          | ▼4                    | 570               |
| Prag                                   | Tschechien                     | 581               | Established Player        | ▼3                    | 567               |
| Gibraltar                              | Gibraltar (BOT)                | 580               | Transnational Specialist  | ▼9                    | 576               |
| Jakarta                                | Indonesien                     | 579               | Local Specialist          | ▲14                   | 546               |
| Gujarat International Finance Tec-City | Indien                         | 578               | International Contenders  | ▲k. A.                | k. A.             |
| Tianjin                                | Volksrepublik China            | 577               | Evolving Center           | ▼15                   | 588               |
| Chengdu                                | Volksrepublik China            | 576               | Transnational Specialist  | ▲3                    | 556               |
| Sankt Petersburg                       | Russland                       | 575               | Local Specialist          | ▲11                   | 531               |
| Kopenhagen                             | Dänemark                       | 573               | Transnational Diversified | ▼23                   | 599               |
| Neu-Delhi                              | Indien                         | 572               | Transnational Contender   | ▼4                    | 560               |
| Moskau                                 | Russland                       | 571               | Global Diversified        | ▬0                    | 555               |
| Reykjavík                              | Island                         | 570               | Local Specialist          | ▲9                    | 521               |
| Douglas                                | Isle of Man (CD)               | 568               | Transnational Contender   | ▼28                   | 600               |
| Manila                                 | Philippinen                    | 566               | Local Specialist          | ▼2                    | 554               |
| Riga                                   | Lettland                       | 565               | Evolving Center           | ▬0                    | 551               |
| Valletta                               | Malta                          | 564               | Evolving Center           | ▲8                    | 561               |
| Hangzhou                               | Volksrepublik China            | 563               | International Contenders  | ▲k. A.                | k. A.             |
| Panama-Stadt                           | Panama                         | 562               | Local Specialist          | ▼10                   | 558               |
| Nikosia                                | Zypern                         | 560               | Evolving Centres          | ▼19                   | 566               |
| Mumbai                                 | Indien                         | 558               | Local Diversified         | ▼19                   | 565               |
| Buenos Aires                           | Argentinien                    | 557               | Transnational Specialist  | ▼18                   | 563               |
| Helsinki                               | Finnland                       | 556               | Local Diversified         | ▼9                    | 553               |
| Baku                                   | Aserbaidschan                  | 555               | Evolving Centre           | ▬0                    | 511               |
| Almaty                                 | Kasachstan                     | 550               | Evolving Centre           | ▼2                    | 519               |
| Sofia                                  | Bulgarien                      | 544               | Local Specialists         | ▲k. A.                | k. A.             |
| Athen                                  | Griechenland                   | 518               | Local Diversified         | ▼6                    | 525               |
| Port of Spain                          | Trinidad und Tobago            | 510               | Evolving Centres          | ▼13                   | 552               |
| Dalian                                 | Volksrepublik China            | 499               | Transnational Contender   | ▼4                    | 501               |

### Global Financial Centres Index 33
Die zwanzig ersten Plätze des Global Financial Centres Index in der Ausgabe vom März 2023; Die Änderungen beziehen sich auf den GFCI 32:
| Rang | Finanzplatz       | Land                | Punktzahl | Änderung Rang | Änderung Punktzahl |
| ---- | ----------------- | ------------------- | --------- | ------------- | ------------------ |
| 1    | New York          | Vereinigte Staaten  | 760       | ▬0            | ▬0                 |
| 2    | London            | Großbritannien      | 731       | ▬0            | ▬0                 |
| 3    | Singapur          | Singapur            | 723       | ▬0            | ▼3                 |
| 4    | Hongkong          | Hongkong            | 722       | ▬0            | ▼3                 |
| 5    | San Francisco     | Vereinigte Staaten  | 721       | ▬0            | ▼3                 |
| 6    | Los Angeles       | Vereinigte Staaten  | 719       | ▲1            | ▼3                 |
| 7    | Shanghai          | Volksrepublik China | 717       | ▼1            | ▼6                 |
| 8    | Chicago           | Vereinigte Staaten  | 716       | ▲4            | ▼1                 |
| 9    | Boston            | Vereinigte Staaten  | 715       | ▲5            | ▬0                 |
| 10   | Seoul             | Südkorea            | 714       | ▲1            | ▼4                 |
| 11   | Washington, D. C. | Vereinigte Staaten  | 713       | ▲4            | ▼1                 |
| 12   | Shenzhen          | Volksrepublik China | 712       | ▼3            | ▼8                 |
| 13   | Beijing           | Volksrepublik China | 711       | ▼5            | ▼10                |
| 14   | Paris             | Frankreich          | 710       | ▼4            | ▼9                 |
| 15   | Sydney            | Australien          | 709       | ▼2            | ▼7                 |
| 16   | Amsterdam         | Niederlande         | 708       | ▲3            | ▼2                 |
| 17   | Frankfurt am Main | Deutschland         | 707       | ▲1            | ▼4                 |
| 18   | München           | Deutschland         | 706       | ▲6            | ▲1                 |
| 19   | Luxemburg         | Luxemburg           | 705       | ▲2            | ▼3                 |
| 20   | Zürich            | Schweiz             | 704       | ▲2            | ▼3                 |

## Weitere Ranglisten
Ausgeführt sind alle Städte, die in mindestens zwei der vier Ranglisten aufgeführt sind, und die ferner in mindestens zwei der vier Ranglisten auf einem Platz innerhalb der Top 30 gelistet sind. London und New York City genießen eine herausragende Stellung, sie sind immer unter den drei höchstplatzierten Finanzplätzen zu finden. Ebenfalls in die Top 10 schaffen es regelmäßig die asiatischen Finanzzentren Tokio und Hongkong, gefolgt von Singapur, Shanghai und Seoul. In Europa zählen Paris, Frankfurt am Main, Zürich und Amsterdam zu den führenden Finanzplätzen. In Nordamerika folgen regelmäßig Chicago, Toronto und Boston auf New York. Sydney ist der wichtigste Finanzplatz in Australien.
| Finanzplatz       | Land                         | International Financial Centers Development Index (2012) | World’s most economically powerful cities (2008) | Worldwide Centres of Commerce Index (2008) | Global Financial Centres Index (2013) |
| ----------------- | ---------------------------- | -------------------------------------------------------- | ------------------------------------------------ | ------------------------------------------ | ------------------------------------- |
| Amsterdam         | Niederlande                  | 15.                                                      | -                                                | 10.                                        | 45.                                   |
| Boston            | Vereinigte Staaten           | 19.                                                      | -                                                | 21.                                        | 07.                                   |
| Brüssel           | Belgien                      | 23.                                                      | -                                                | 30.                                        | 60.                                   |
| Chicago           | Vereinigte Staaten           | 12.                                                      | 05.                                              | 05.                                        | 14.                                   |
| Dubai             | Vereinigte Arabische Emirate | 14.                                                      | -                                                | 44.                                        | 25.                                   |
| Frankfurt am Main | Deutschland                  | 07.                                                      | -                                                | 08.                                        | 09.                                   |
| Genf              | Schweiz                      | 16.                                                      | -                                                | 40.                                        | 08.                                   |
| Hongkong          | Hongkong (SAR)               | 04.                                                      | 02.                                              | 06.                                        | 03.                                   |
| Kopenhagen        | Dänemark                     | 20.                                                      | -                                                | 14.                                        | 49.                                   |
| London            | Vereinigtes Königreich       | 02.                                                      | 01.                                              | 01.                                        | 01.                                   |
| Los Angeles       | Vereinigte Staaten           | -                                                        | 08.                                              | 17.                                        | -                                     |
| Luxemburg         | Luxemburg                    | 26.                                                      | -                                                | -                                          | 13.                                   |
| München           | Deutschland                  | 21.                                                      | -                                                | 27.                                        | 34.                                   |
| New York City     | Vereinigte Staaten           | 01.                                                      | 03.                                              | 02.                                        | 02.                                   |
| Osaka             | Japan                        | 38.                                                      | -                                                | 19.                                        | 30.                                   |
| Paris             | Frankreich                   | 05.                                                      | 07.                                              | 07.                                        | 29.                                   |
| San Francisco     | Vereinigte Staaten           | 17.                                                      | -                                                | 28.                                        | 12.                                   |
| Seoul             | Südkorea                     | 31.                                                      | 06.                                              | 09.                                        | 10.                                   |
| Shanghai          | Volksrepublik China          | 08.                                                      | 09.                                              | 24.                                        | 16.                                   |
| Singapur          | Singapur                     | 06.                                                      | -                                                | 04.                                        | 04.                                   |
| Stockholm         | Schweden                     | 25.                                                      | -                                                | 16.                                        | 37.                                   |
| Sydney            | Australien                   | 10.                                                      | -                                                | 12.                                        | 15.                                   |
| Tokio             | Japan                        | 03.                                                      | 04.                                              | 03.                                        | 05.                                   |
| Toronto           | Kanada                       | 18.                                                      | 10.                                              | 13.                                        | 11.                                   |
| Vancouver         | Kanada                       | 24.                                                      | -                                                | 37.                                        | 19.                                   |
| Washington, D.C.  | Vereinigte Staaten           | 09.                                                      | -                                                | 36.                                        | 17.                                   |
| Wien              | Österreich                   | 27.                                                      | -                                                | 26.                                        | 20.                                   |
| Zürich            | Schweiz                      | 11.                                                      | -                                                | 15.                                        | 06.                                   |

## Finanzplätze in Deutschland
Die Initiativen wichtiger deutscher Finanzplätze haben zum Jahresbeginn 2021 die Arbeitsgemeinschaft „Germany Finance“ gegründet. Dieser Arbeitsgemeinschaft gehören (Stand: Mitte 2023) die Finanzplatzinitiativen aus Berlin, Frankfurt a. M., Hamburg, München, NRW und Stuttgart an.
Der Finanzplatz Frankfurt am Main hat eine herausragende Stellung in Deutschland und zählt zu den wichtigsten Finanzplätzen weltweit. Die führende Stellung von Frankfurt ist durch die hohe Konzentration von Unternehmen der Finanzbranche geprägt: Neben der größten deutschen Börse (Frankfurter Wertpapierbörse) haben sich hier die wichtigsten deutschen Großbanken (Deutsche Bank, Commerzbank, DZ Bank, KfW Bankengruppe, DekaBank), Fondsgesellschaften (Allianz Global Investors Europe, DWS Investments, Union Investment) und Wirtschaftsprüfungsgesellschaften (PricewaterhouseCoopers oder KPMG) angesiedelt, dazu zahlreiche Niederlassungen von Auslandsbanken und weiteren internationalen Finanzdienstleistern. Frankfurt ist zudem Sitz der Europäischen Zentralbank, der Deutschen Bundesbank, der Bundesanstalt für Finanzdienstleistungsaufsicht (BaFin) und der Europäischen Versicherungsaufsicht (EIOPA).
Der Finanzplatz München gilt als einer der weltweit führenden Versicherungsstandorte, da hier die Branchen-Schwergewichte Allianz und Münchener Rück ihren Sitz haben. München ist weniger durch Finanzinstitute als vielmehr durch große Industrieunternehmen wie BMW, Siemens, MAN  geprägt, dennoch sind auch einige gewichtige deutsche Banken (HypoVereinsbank, BayernLB) hier ansässig.
Der Finanzplatz Hamburg ist deutschlandweit der Standort mit der größten Dichte privater Banken, Sitz der größten deutschen Sparkasse (Hamburger Sparkasse) sowie Hochburg für Spezialversicherungen und Sitz bedeutender privater (HanseMerkur) und gesetzlicher Krankenversicherungen (DAK, Techniker). Historisch ist Hamburg zugleich Sitz der ältesten Börse Deutschlands, der ältesten Privatbank Deutschlands (Berenberg), des ältesten Versicherers der Welt (Hamburger Feuerkasse) und der ersten Sparkasse Deutschlands.
Der Finanzplatz Stuttgart weist einen Schwerpunkt in den Bereichen Mittelstandsfinanzierung, Altersvorsorge und private Kapitalanlage auf. Neben der größten deutschen Landesbank (LBBW) befinden sich in Stuttgart die größte Börse für verbriefte Derivate in Europa (Börse Stuttgart) und die L-Bank, eine der größten europäischen Förderbanken.
Der Finanzplatz Düsseldorf ist der größte Standort für Finanzdienstleistungen in Nordrhein-Westfalen und verfügt über zahlreiche Banken im Bereich Private Banking und ist in Deutschland wichtigster Standort für japanische Auslandsbanken. Die größte deutsche Landesförderbank NRW.BANK ist in Düsseldorf ebenfalls beheimatet. Schließlich ist Düsseldorf bedeutender Standort für Versicherungen, wie die ERGO-Versicherungsgruppe, Provinzial Rheinland und ARAG.
Der Finanzplatz Berlin weist unter allen deutschen Standorten die größte Anzahl an privaten Wagniskapitalgesellschaften auf und ist bei Startups im Finanzbereich – „Fintechs“ – in Deutschland und der EU führend. In Berlin sind unter anderem zwei Wertpapierbörsen – Berliner Börse und Tradegate Exchange –, die Rating-Agentur Scope, der KPMG-Deutschlandsitz, Deutschlandsitze von Wirtschafts-/Finanzmarktrechtsgroßkanzleien (etwa CMS, Hengeler Mueller), Wirtschaftsmedien und Börsenportale (etwa Capital, Wallstreet-Online), die Direktbank DKB, die Neobank N26, der Neobroker Trade Republic, Deutschlands größte Volksbank, mehrere weitere Genossenschaftsbanken (etwa Sparda-Bank, PSD Bank), die Landesbank Berlin / Sparkasse Berlin, die Spitzenverbände der deutschen Banken, zahlreiche Privatbanken (etwa Weberbank, Quirin-Privatbank), Innovation-Labs, -Hubs (etwa von Deutscher Bank und Deutscher Börse) und eine zunehmende Anzahl ausländischer Banken (etwa Bank of China, ICBC) ansässig. Berlin – Gründungsort von Deutscher Bank und Allianz – gehörte vor dem Ersten Weltkrieg – zusammen mit London und New York City – zu den globalen Top-3-Finanzplätzen und „Die Burgstraße“ in Berlin galt zu jener Zeit als das kontinentaleuropäische Pendant zur Wall Street/„Wallstraße“. Mehr als 100 Jahre später (Stand: Mitte 2023) gilt Berlin (wieder) als am schnellsten wachsender Banken-/Finanzplatz in Deutschland und als einer der weltweit attraktivsten Standorte für „globale Talente der Finanzbranche“.